# Ioan Ugran
Ugran Ioan (n.  1882, Cornățel – d. 3 iulie 1932, Sâncraiu de Mureș) agriculror și fierar– fost membru al partidului P.N.R apoi P.N.Ț mebru în consiuliu de administrație al Băncii Populare ”Secerătorul” din Sâncraiu de Mureș.<

## Date biografice
Studii: șapte clase, 
A fost agricultor și fierarul comunei,mobilizat în armata austro-ungară după 1918 a fost membru P.N.R apoi P.N.Ț ,membru în consiuliu de administrație al Băncii Populare ”Secerătorul” din Sâncraiu de Mureș.A decedat la Sâncraiu de Mureș,în 3 iulie 1932.